# تشارلز كلايتون ديني
تشارلز كلايتون ديني (بالإنجليزية: Charles Clayton Dennie)‏ هو طبيب الجلد ‏ أمريكي، ولد في 1883، وتوفي في 1971.